# Konstantin Hierl

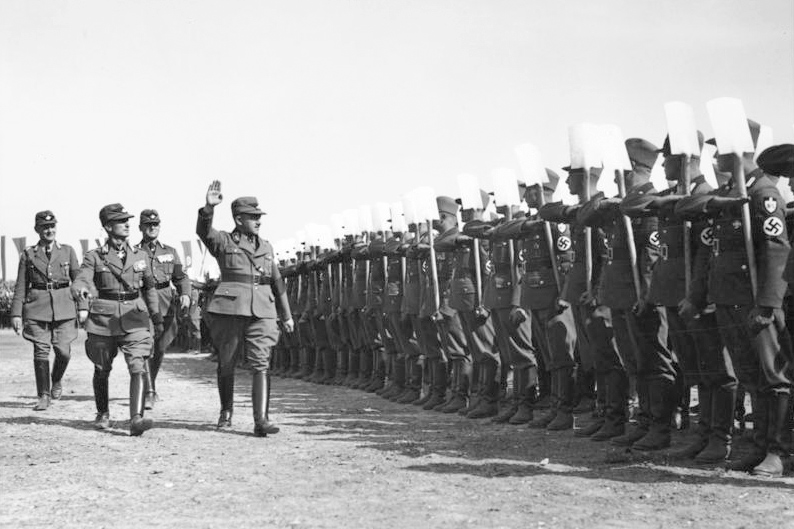
Konstantin Hierl passant des troupes en revue, le 1 mai 1934.

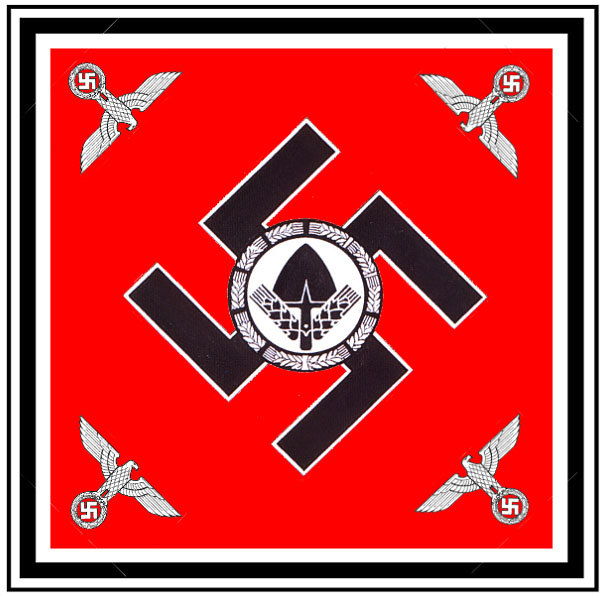
Drapeau du Reichsarbeitsführer (chef du service du travail du Reich) Konstantin Hierl.

Konstantin Hierl, né le 24 février 1875 à Parsberg et mort le 23 septembre 1955 à Heidelberg, était une figure majeure de l'administration de l'Allemagne nazie. Il dirigea le Reichsarbeitsdienst (Service du travail du Reich) entre 1935 et 1945 et connut Adolf Hitler avant sa prise de pouvoir.

## Biographie
Après le lycée humaniste de Burghausen et de Ratisbonne, Hierl s'engage en 1893 dans le 11e régiment d'infanterie (de) de l'armée bavaroise en tant que porte-drapeau. Il est ensuite promu lieutenant en 1895. De 1899 à 1902, Hierl suit les cours de l'académie bavaroise de guerre (de), qui lui permettent de se qualifier pour l'état-major général, l'adjudant-major supérieur et l'enseignement (tactique, histoire de la guerre). En 1919, alors qu'il était major dans le département politique de la Reichswehr, il ordonna à l'ancien soldat Adolf Hitler d'assister à une réunion du Parti ouvrier allemand (qui devint peu après le Parti national-socialiste des travailleurs allemands).
Le 5 juin 1931, deux ans avant la prise de pouvoir du parti nazi, il devint chef du FAD (Freiwilliger Arbeitsdienst), une organisation de travailleurs volontaires soutenue par l'État fournissant ses services pour des projets de construction civiles ou agricoles. Il existait alors de nombreuses organisations semblables en Europe, créées pour fournir les emplois qui manquaient cruellement durant la Grande Dépression.
À l'époque, Konstantin Hierl avait déjà un rang élevé dans le NSDAP, et quand les Nazis prirent le pouvoir en 1933, il demeura le responsable de cette organisation de travailleurs, renommée Nationalsozialistischer Arbeitsdienst, ou NSAD. En 1934, elle changea à nouveau de nom pour s'appeler Reichsarbeitsdienst, et il la dirigea jusqu'à la fin de la Seconde Guerre mondiale.
Quand le parti nazi arriva au pouvoir, Hitler nomma Hierl secrétaire d'État pour le service du travail, puis chef du travail du Reich, Reichsleiter en 1936, et ministre du Reich en 1943. Le 24 février 1945, il reçut l'ordre allemand, la plus haute décoration individuelle du parti nazi, pour services rendus au Reich.
Il survécut à la Seconde Guerre mondiale, fut jugé après la guerre et condamné pour « crimes majeurs ». Il passa cinq ans dans un camp de travail et mourut en 1955 à Heidelberg.